# Merab Mamardachvili
Merab Mamardachvili (en géorgien : მერაბ მამარდაშვილი) 1930-1990) est un philosophe géorgien, docteur ès sciences (1968), professeur (1972).

## Biographie
Il naît dans la ville de Gori, en Géorgie dans une famille de tradition militaire : sa mère est enseignante. 

### Études
Après ses études à Tbilissi, il rejoint la faculté de philosophie de l'université d'État de Moscou et en sort diplômé en 1955. Il obtient son doctorat à l'université d'État de Tbilissi en 1968

### Activités professionnelles
En 1952, Merab Mamardachvili est l’un des fondateurs de l’École de logique de Moscou.
De 1968 à 1987, il est éditeur dans le journal scientifique Voprossy Filossofii (Questions de philosophie) et professeur à l’université d'État de Moscou. 
De 1987 à 1990, il directeur du Département de l’Institut de philosophie Tsereteli de l'Académie des sciences de Géorgie et professeur de l'université d'État de Tbilissi. 
Il a donné des conférences en Allemagne et en France.
Merab Mamardachvili a subi l’influence de la philosophie allemande classique, et notamment celle de Kant. Ses cours universitaires et ses réflexions métaphysiques sur Descartes, Kant, Proust, la conscience, et la méthodologie etc. sont nettement empreints  d’un esprit socratique.

## Hommage
Depuis 1998, un programme annuel d'aide à la publication d'ouvrages français en langue géorgienne porte son nom, pris en charge aujourd'hui par l'Institut français de Géorgie.